# Portret van een oude man (Hugo van der Goes)
Portret van een oude man is een olieverfstudie uit circa 1470-1475, die wordt toegeschreven aan Hugo van der Goes. 
De goed bewaarde olieverfstudie is uitgevoerd op papier dat vervolgens op een eikenhouten paneeltje is geplakt. Na de aankoop van het portret door het Metropolitan Museum of Art in 2010 werd het aanvankelijk toegeschreven aan een kunstenaar uit de omgeving van Hugo van der Goes, maar na restauratie werd het op naam gezet van Van der Goes zelf. Dergelijke olieverfstudies op papier zijn kwetsbaar en daardoor zelden bewaard gebleven. Een analyse van de werkwijze van Hugo van der Goes aan de hand van technisch onderzoek van zijn werk, heeft aannemelijk gemaakt dat hij afzonderlijke studies naar het leven maakte voor de personen op zijn schilderijen. Zo zijn er voor de apostelen op De dood van Maria wel ondertekeningen aanwezig voor hun kleding en de lichtval, maar niet voor hun hoofden, wat suggereert dat hij voor de realistische en sterk geïndividualiseerde karakterkoppen aparte voorstudies heeft gemaakt.
Conservator en kunsthistoricus Maryan W. Ainsworth stelde vast dat de kop van deze olieverfstudie te herkennen is op de Gerechtigheidspanelen van het stadhuis van Leuven, die Dirk Bouts bij zijn dood in 1475 onvoltooid achter had gelaten. Na de dood van Bouts werd Hugo van der Goes in 1480 naar Leuven ontboden om het voltooide gedeelte te taxeren. Het was Van der Goes die de portretten van de stichters schilderde op de Hippolytustriptiek, een ander onvoltooid werk van Bouts. Stilistisch is het uitgesloten dat Van der Goes ook aan de Gerechtigheidspanelen heeft gewerkt. Waarschijnlijk werden ze voltooid door een vooralsnog onbekende schilder uit de omgeving van Van der Goes, die diens studie van een oude man als voorbeeld heeft gebruikt voor een van de toeschouwers van de executie van de onschuldige graaf, uiterst rechts op het linkerpaneel.

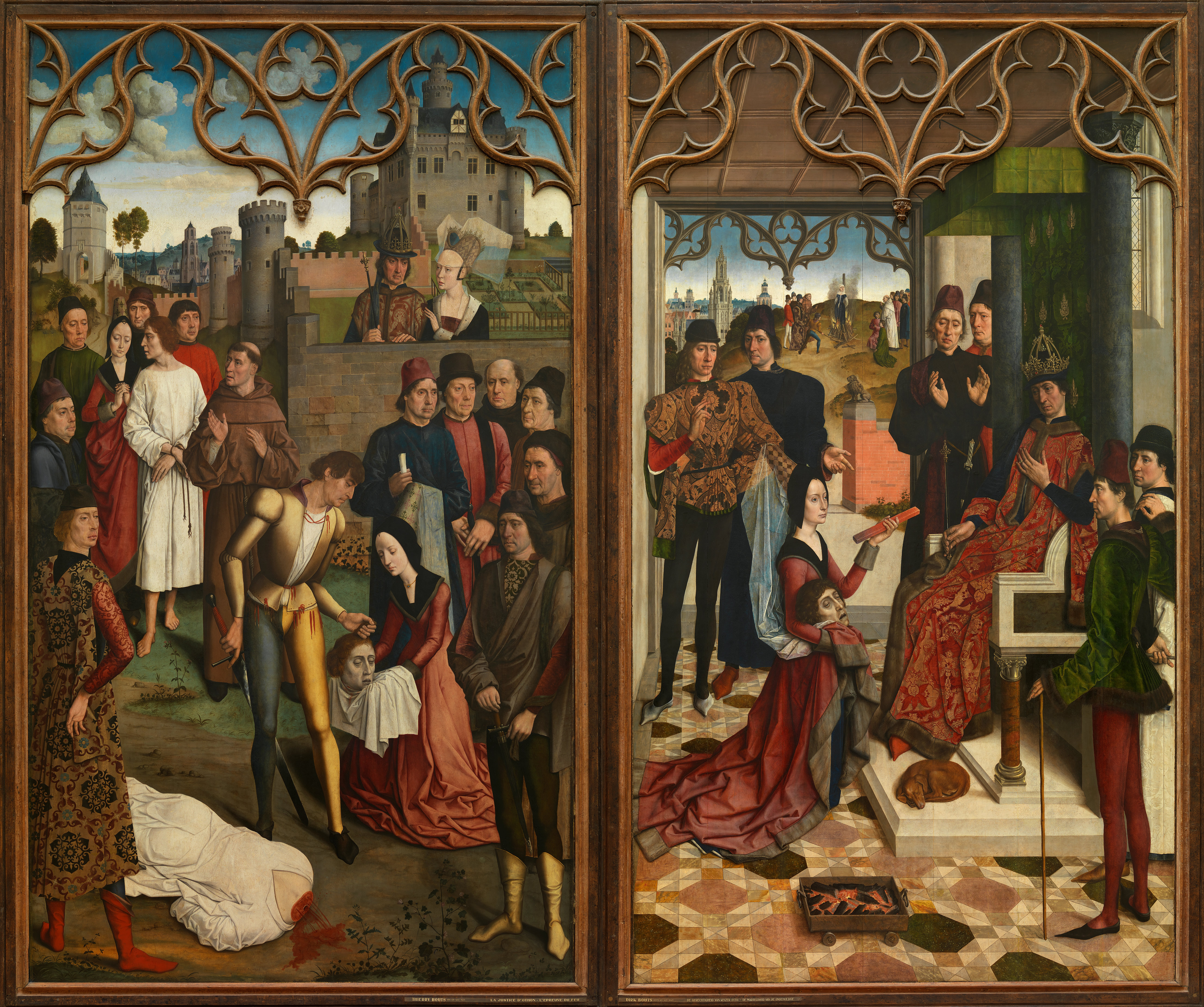
Dirk Bouts, Gerechtigheidspanelen, Koninklijke Musea voor Schone Kunsten van België, Brussel